# Louis Victor Plessier
Louis Victor Plessier (Provins, 19 mai 1856 – Lyon, 27 août 1914), est un officier général français.
C'est l'un des 42 généraux français morts au combat durant la Première Guerre mondiale.

## Biographie
Né à Provins en Seine-et-Marne, il est le fils d'un avocat-avoué, Louis-François Plessier et de Victoire Fourreau.
Il se marie à Provins, le 14 novembre 1893 avec Alice Thérèse Marie Amélie Dumant.
De cette union naissent trois enfants. 

### Carrière militaire
Louis Victor Plessier intègre l'École spéciale militaire de Saint-Cyr en 1874 (promotion de la Grande Promotion).
En 1876, il en sort 355e sur 395 élèves et intègre l'infanterie.
Il est nommé sous-lieutenant du 96e régiment d'infanterie de ligne (RI).
Il passe lieutenant au 121e RI en octobre 1882.
En 1884, il rejoint le 3e régiment d'infanterie de marine (RIMa), et mène campagne au Tonkin, en Cochinchine et au Cambodge entre 1884 et 1886.
Il est blessé par arme à feu, le 12 juin 1886, au cours d'une mission de reconnaissance à Ancong (Cambodge).
Nommé capitaine en 1886, il intègre le 27e RI en avril 1887, puis rejoint le 152e RI en octobre 1887.
Le capitaine Plessier prend le commandement du 2e bataillon du 1er régiment étranger détaché au Tonkin de 1889 à 1892.
En septembre 1892, il rejoint le 51e RI à Beauvais.
Promu chef de bataillon le 2 octobre 1893, il est affecté au 160e RI à Toul jusqu'en 1902.
Lieutenant-colonel, il est affecté le 13 juillet 1902 au 91e RI et prend le commandement du 1er groupe d'infanterie de forteresse de Verdun.
Colonel, il commande le 130e RI à Mayenne.
Le 19 juin 1913, il est promu général de brigade et gouverneur militaire adjoint de Lyon et sa région.

### Première Guerre mondiale
Le 14 août 1914, le général Plessier est mobilisé à la tête de la 88e brigade d'infanterie (BI) au sein de l'armée d'Alsace.
Composante de la 44e division d'infanterie, la 88e BI comprend le 97e régiment d'infanterie et le 159e régiment d'infanterie et forme l’infanterie alpine engagée lors de la bataille des Frontières en Haute-Alsace.
Au cours de la 2e bataille de Mulhouse, Plessier est grièvement blessé le 19 août 1914 lors de l’assaut sur la colline Auf dem Berg, dans le bois de Wittersdorf (district de Haute-Alsace).
Il est cité à l'ordre de l'armée : 

« Grièvement blessé en conduisant ses troupes au combat. »

Évacué, Louis Victor Plessier meurt le 27 août 1914  à l'hôpital militaire Desgenettes de Lyon.
Reconnu « mort pour la France », il est enterré à Provins.
Officier de la Légion d'honneur depuis 1905, il est promu commandeur le 16 mars 1915 pour prendre rang au 21 août 1914.

## Décorations
- Commandeur de la Légion d'honneur (décret du 16 mars 1915 - à titre posthume)
- Croix de guerre 1914–1918, palme de bronze (une citation à l'ordre de l'armée)
- Médaille commémorative de l'expédition du Tonkin
- Officier de l'ordre du Dragon d'Annam
- Chevalier de l'Ordre royal du Cambodge (1887).

## Postérité

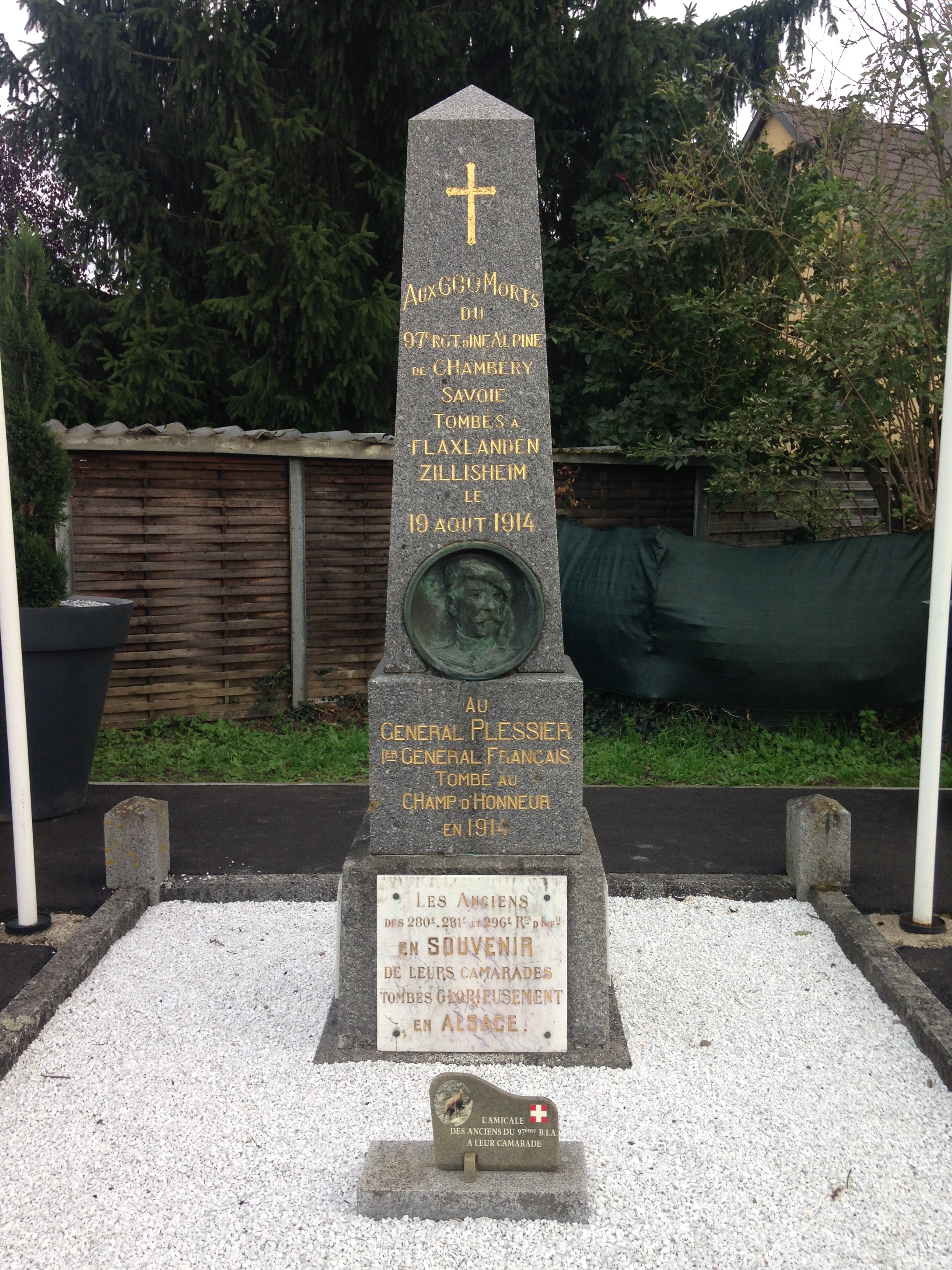
Monument à la mémoire du général Plessier à Zillisheim.

Le général Plessier est présenté comme le premier officier général français mort au champ d'honneur.
De fait, blessé le 19 août 1914, il meurt après quatre autres généraux tués avant le 27 août 1914.
Son nom est inscrit au monument des Généraux morts au Champ d'Honneur 1914-1918 de l'église Saint-Louis à l'Hôtel des Invalides de Paris.
À Altkirch, le quartier Plessier est baptisé en l'honneur du général.

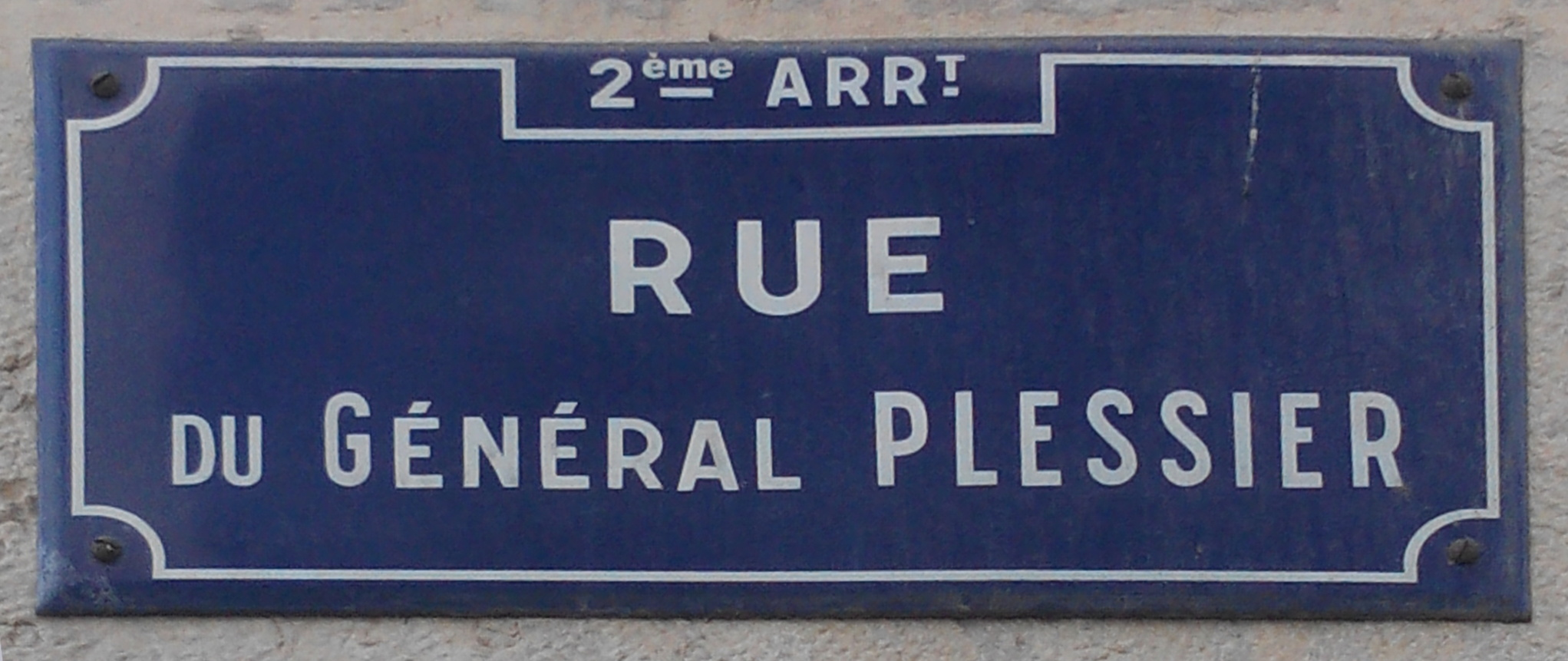
Rue du Général-Plessier dans le 2e arr. de Lyon.

À Lyon, la rue du Général Plessier honore la mémoire de l'ancien adjoint au gouverneur militaire de la ville.
À Provins, un boulevard est nommé Général-Plessier.
Vingt-cinq ans après son décès, le 20 août 1939, un médaillon à l'image du général Plessier est inauguré à Zillisheim, sur le monument à la mémoire des soldats du 97e régiment d'infanterie alpine.